# C5H9NS
化学式C5H9NS（摩尔质量：115.2 g/mol）可以指：
- 3-乙硫基丙腈，CAS号：3088-46-8
- 硫氰酸丁酯（西班牙语：Tiocianato de butilo），CAS号：628-83-1

|  | 这个同类索引页列出了具有相同分子式的化学物（即同分異構體）条目。 除非您是有意链接至本页，否则应将相应条目的内部链接指向正确的条目。 |